# Argiolestes pusillissimus
Argiolestes pusillissimus är en trollsländeart som först beskrevs av Kennedy 1925.  Argiolestes pusillissimus ingår i släktet Argiolestes och familjen Megapodagrionidae. IUCN kategoriserar arten globalt som nära hotad. Inga underarter finns listade i Catalogue of Life.